# Степне (Глибоківський район)
Степне́ (каз. Степное) — село у складі Глибоківського району Східноказахстанської області Казахстану. Входить до складу Ушановського сільського округу.
Населення — 698 осіб (2021; 903 у 2009, 611 у 1999, 661 у 1989).
Національний склад станом на 1989 рік:
- росіяни — 100 %